# Lago di Ponte Vittorio
Il lago di Ponte Vittorio (lach ëd Pont Vitòrio in piemontese) è un bacino lacustre artificiale situato a 710 m di altezza tra i comuni di Camandona e di Callabiana, entrambi in provincia di Biella.
Il capoluogo del paese di Camandona è situato 1,5 km a nord-est dello specchio d'acqua.

## Morfologia
La diga di Ponte Vittorio sbarra il torrente Strona di Mosso alla confluenza con il Rio Beran e il Rio Barguso (o Bergusa). 
Il lago che ne deriva ha una forma biforcuta e dalla diga si protende verso nord-ovest con due lembi che si insinuano nelle vallette formate dal Rio Barguso e dalla Strona.
Una stradina a nord del bacino premette di accedere comodamente allo specchio d'acqua.

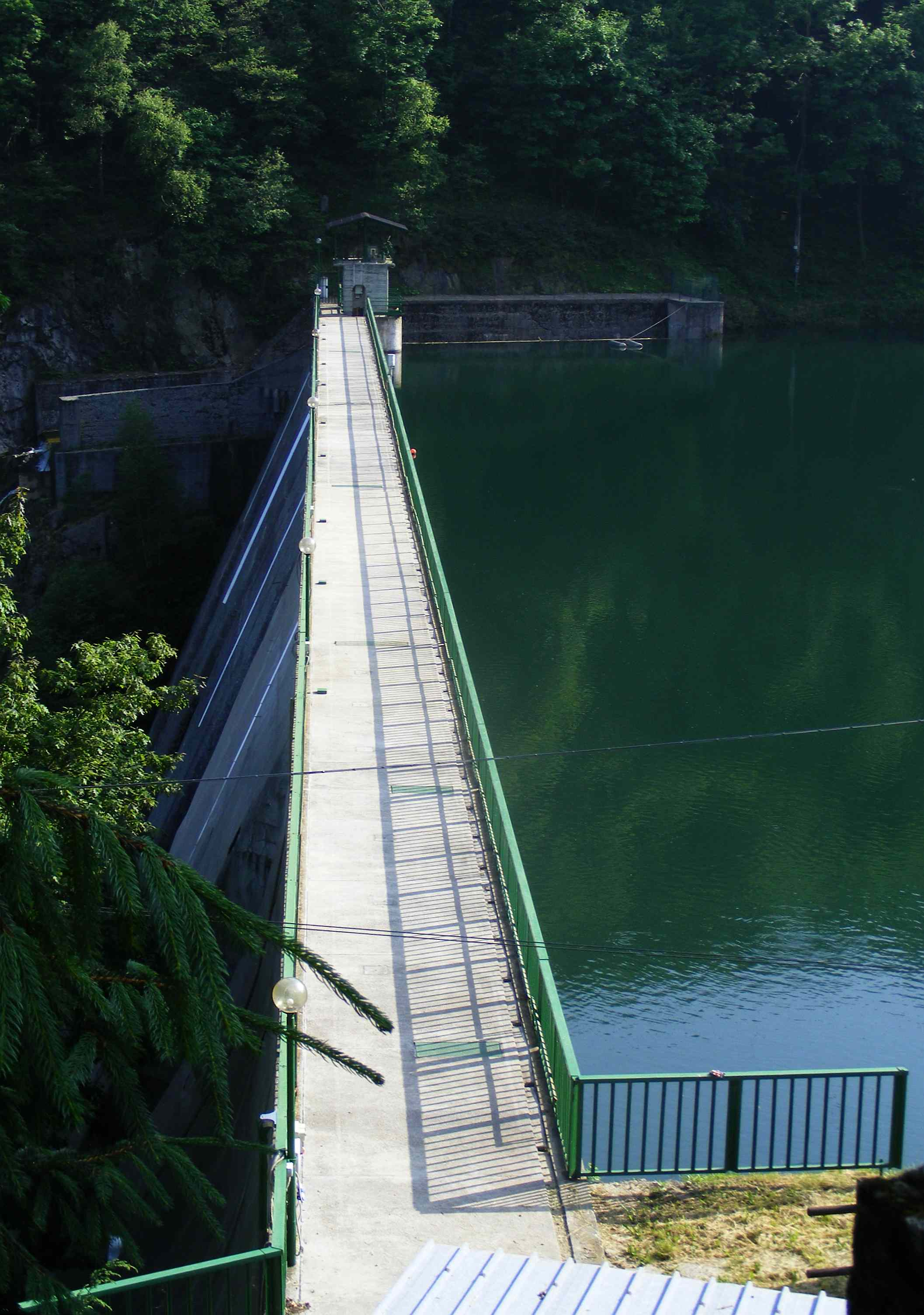
Il coronamento della diga visto da nord

## La diga
Lo sbarramento, alto 33 m, fu costruito nel 1953 per creare un serbatoio che regolarizzasse la fornitura di acqua alle utenze di tipo industriale situate più a valle lungo il corso dello Strona. È gestito dalla Società Acquedotto Industriale Vallestrona; oltre al già citato uso industriale, l'acqua del lago viene utilizzata anche per scopo idropotabile.

Nel novembre 1968, quando una tragica alluvione colpì il Biellese provocando 12 morti nella sola Vallemosso, si disse che la diga di Ponte Vittorio avesse ceduto.
Le perizie dei giorni successivi smentirono però totalmente questa voce perché lo sbarramento venne trovato perfettamente integro.

## Escursionismo e Trail Running
Poco a monte del lago transita la GtB (Grande traversata del Biellese), un lungo itinerario escursionistico che percorre a quota medio-bassa tutta la provincia di Biella.

Nei pressi dell'invaso si svolge annualmente anche il Trail del Monte Casto, organizzato dalla società sportiva G.S.A. Pollone.

## Pesca
Nel bacino sono presenti trote, carpe e cavedani, ma le catture non sono così facili anche perché le acque sono classificate come pregiate ed è quindi permessa solo la pesca a canna singola senza l'utilizzo di pasture.